# Anthurium umbrosum
Anthurium umbrosum là một loài thực vật có hoa trong họ Ráy (Araceae). Loài này được Liebm. miêu tả khoa học đầu tiên năm 1849.